# Breakout box

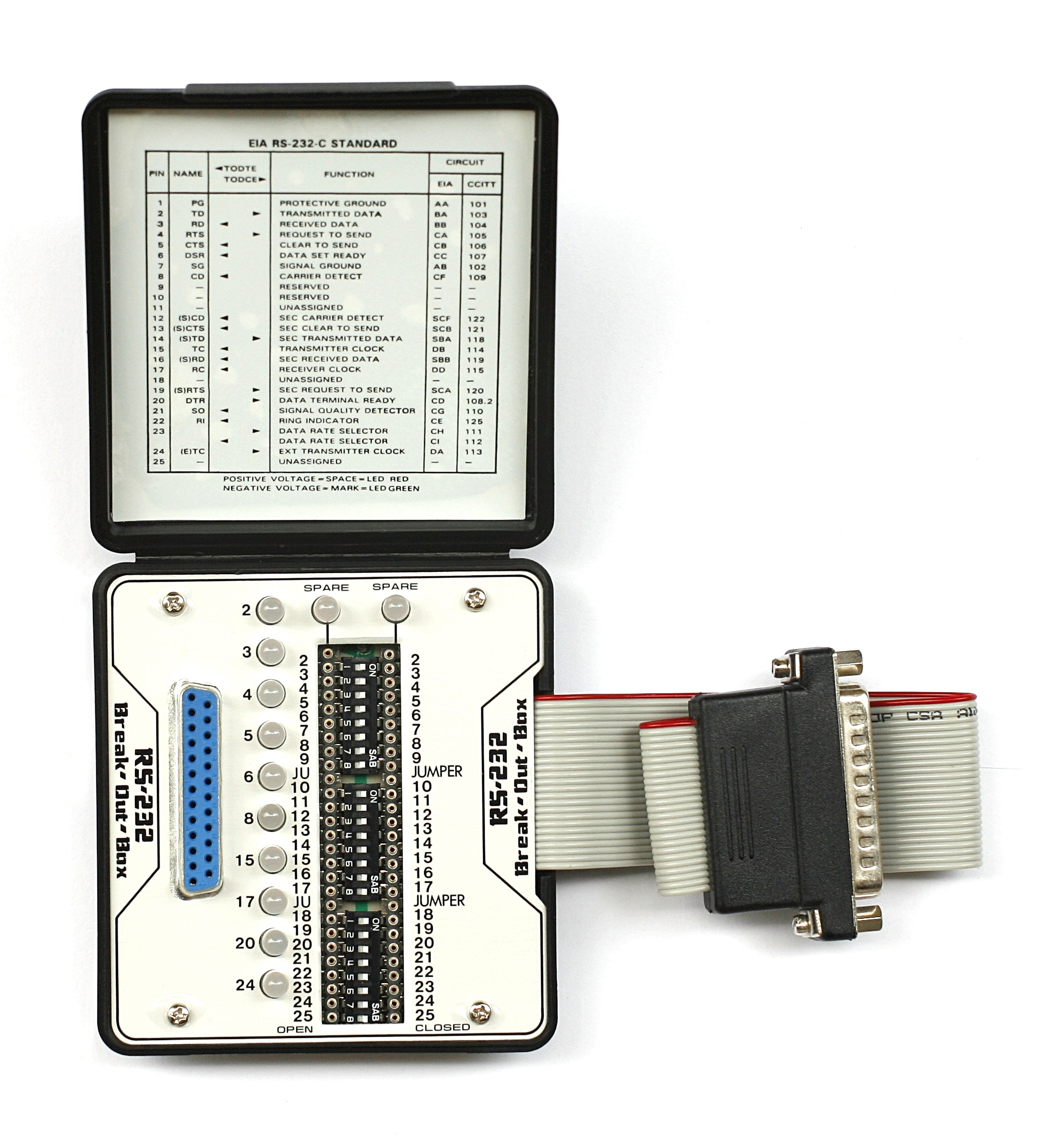
Breakout box RS-232C per a connector Canon DB-25

Breakout box és un terme utilitzat per definir una eina de diagnòstic que s'utilitza per diagnosticar problemes en la comunicació entre equips (ordinadors com a cas particular), en general en les comunicacions a través d'un port sèrie RS-232
(encara que també n'existeixen d'altres, P.E.: per a port paral·lel, per als audio-mixers, etc..).

## Descripció
La caixa de connexions està col·locada entre dos dispositius i generalment té alguns LEDs per indicar l'estat dels diferents senyals en el cable sèrie. També presenta un bloc d'interruptors, del tipus interruptor DIP, per connectar o desconnectar els cables individuals que componen el cable sèrie, i poder fer ponts sobre uns connectors situats al costat dels mateixos utilitzant cables pont (fins a 25, els que té el connector Cànon DB-25).

## Taula RS-232C impresa en la tapa[4]
| PIN | EIA        | CCITT / V.24 | I/O              | Funció DTE-DCE                    |
| --- | ---------- | ------------ | ---------------- | --------------------------------- |
| 1   | CG         | AA 101       | Terra del Xassís |                                   |
| 2   | TD         | BA 103       | Sortida          | Dades Transmeses                  |
| 3   | RD         | AA 104       | Entrada          | Dades Rebudes                     |
| 4   | RTS        | CA 105       | Sortida          | Sol·licitud d'Enviament           |
| 5   | CTS        | CB 106       | Entrada          | Llest per Enviar                  |
| 6   | DSR        | CC 107       | Entrada          | Equip de Dades Llest              |
| 7   | SG         | AB 102       | ---              | Terra de Senyal                   |
| 8   | DCD        | CF 109       | Entrada          | Portadora Detectada               |
| 9*  |            |              | Entrada          | Test de Voltatge Positiu          |
| 10* |            |              | Entrada          | Test de Voltatge Negatiu          |
| 11  | (no s'usa) |              |                  |                                   |
| 12+ | SCDC       | SCF 122      | Entrada          | Portadora Detectada-Secundari     |
| 13+ | SCTS       | SCB 121      | Entrada          | Llest per Enviar-Secundari        |
| 14+ |            | SBA 118      | Sortida          | Dades Transmeses-Secundari        |
| 15# | TC         | DB 114       | Entrada          | Rellotge de Transmissió           |
| 16+ | SRD        | SBB 119      | Entrada          | Dades Rebudes-Secundari           |
| 17# | RC         | DD 115       | Entrada          | Rellotge de Recepció              |
| 18  | (no s'usa) |              |                  |                                   |
| 19+ | SRTS       | SCA 120      | Sortida          | Sol·licitud d'Enviament Secundari |
| 20  | DTR        | CD 108,2     | Sortida          | Terminal de Dades Llest           |
| 21* | SQ         | CG 110       | Entrada          | Qualitat de Senyal                |
| 22  | RI         | CE 125       | Entrada          | Indicador de Timbre               |
| 23* | DSR        | CH 111       | Sortida          | Equip de Dades Llest              |
|     |            | CI 112       | Sortida          | Selector de Taxa de Dades         |
| 24* | XTC        | Da 113       | Sortida          | Rellotge de Transmissió Extern    |
| 25* |            |              | Sortida          | Ocupat                            |

En la taula, el caràcter que segueix al número de pin:
- (*) rarament s'usa.
- (+) usat únicament si s'implementa el canal secundari.
- (#) usat únicament sobre interfícies sincròniques.

També, l'adreça de la fletxa indica quin dispositiu (DTE o DCE) origina cada senyal, a excepció de les línies de terra (---).
Sobre els circuits, totes les tensions estan en relació al senyal de terra.
| Tensió   | Senyal | Nivell Lògic | Control |
| -------- | ------ | ------------ | ------- |
| +3 a +15 | Espai  | 0            | On      |
| -3 a –15 | Marca  | 1            | Off     |